# Getting Better
Getting Better is een lied van de Britse popgroep The Beatles. Het lied werd op 1 juni 1967 uitgebracht op het album Sgt. Pepper's Lonely Hearts Club Band. Getting Better werd geschreven door Paul McCartney met hulp van John Lennon.

## Achtergrond
In 1964 verving Jimmie Nicol enige tijd Ringo Starr als drummer van The Beatles tijdens hun wereldtournee omdat Starr geveld was door een amandel- en keelontsteking. Volgens Beatles-biograaf Hunter Davies herinnerde Paul McCartney zich, tijdens een wandeling met zijn hond Martha, dat Nicol regelmatig de zinsnede "It's getting better" gebruikte. Dit vormde de inspiratie voor het lied Getting Better.
Getting Better is een poging van McCartney om een vrolijk optimistisch lied te schrijven bedoeld om zichzelf en anderen op te vrolijken. Toch bevat het lied ook enkele duistere, pessimistische elementen. Getting Better bevat bijvoorbeeld een couplet ("I used to get mad at my school...") dat verwijst naar McCartney's en Lennons negatieve ervaringen met school en docenten. In een volgend couplet, naar eigen zeggen aangedragen door Lennon, wordt verwezen naar mishandeling en huiselijk geweld ("I used to be cruel to my woman, I beat her and kept her apart from the things that she loved...").
Ook in het refrein van het lied is de tegenstelling tussen optimisme en pessimisme te horen. McCartney neemt de optimistische kijk voor zijn rekening ("It's getting better all the time"), terwijl Lennon de pessimistische kijk verwoordt ("It can't get no worse"). Het couplet is daarmee een goed voorbeeld hoe Lennon en McCartney elkaar aan konden vullen. McCartney zegt hierover: 

I was just sitting there doing 'Getting better all the time' and John just said in his laconic way, 'It couldn't get no worse,' and I thought, Oh, brilliant! This is exactly why I love writing with John...
— Paul McCartney (1997)

## Opnamen
Getting Better werd verspreid over vier dagen opgenomen door The Beatles in de Abbey Road Studios in Londen. Op 9 maart 1967 werd begonnen met het opnemen van de backing track van het lied. Deze werd in zeven takes opgenomen en bestond uit gitaren, basgitaar, drums en piano. De piano werd door producer George Martin bespeeld, door met een hamer op de snaren te slaan in plaats van het instrument met de toetsen te bespelen. Op 10 maart werden er enkele overdubs aan de opname toegevoegd: tambura gespeeld door George Harrison, basgitaar door McCartney en drums door Starr.
Op 21 maart werd verdergegaan met de opnamen voor Getting Better. Die dag namen McCartney, Lennon en Harrison de zangpartijen van het nummer op. Omdat die dag alleen zang zou worden opgenomen, was Ringo Starr niet aanwezig in de studio. Tijdens de sessie bleek McCartney in eerste instantie ontevreden te zijn over het drumwerk op de opname. Starr werd dus opgebeld om naar de studio te komen en een nieuwe drumpartij op te nemen. Enige tijd later bedacht McCartney zich en werd besloten dat Starr toch niet hoefde te komen. Omdat The Beatles ontevreden waren met de zangpartijen die op 21 maart waren opgenomen, werden deze op 23 maart opnieuw opgenomen. Starr voegde middels een overdub bongo's toe aan het nummer.

## Lsd-incident
Een reden waarom The Beatles ontevreden waren over de zangpartijen die werden opgenomen op 21 maart ligt mogelijk in het feit dat John Lennon tijdens deze sessie onder invloed was van de drug lsd. Tijdens de opnamen verklaarde Lennon dat hij zich niet lekker voelde. Dit kwam doordat hij per ongeluk lsd had genomen in plaats van een 'upper', een stimulerend middel. Producer George Martin - zich niet bewust van het feit dat Lennon onder invloed was van lsd - nam hem daarom mee naar het dak van de studio om wat frisse lucht te krijgen. Toen Harrison en McCartney dit hoorden, snelden ze ook naar het dak van de studio om een mogelijk ongeluk te voorkomen.

## Credits
- Paul McCartney - zang, basgitaar
- John Lennon - achtergrondzang, gitaar
- George Harrison - achtergrondzang, gitaar, tambura
- Ringo Starr - drums, bongo's
- George Martin - piano